# Cerelasmidae
Cerelasmidae es una familia de xenofióforos del orden Psamminida de la clase Xenophyophorea o filo Xenophyophora. Su rango cronoestratigráfico abarca el Holoceno.

## Discusión
Algunas clasificaciones han incluido Cerelasmidae en el suborden Astrorhizina del Orden Astrorhizida, al rebajar a los xenofióforos a la categoría de superfamilia (superfamilia Xenophyophoroidea) y relacionarlos con este grupo de foraminíferos.

## Clasificación
Cerelasmidae incluye a los siguientes géneros:
- Cerelasma